# Perusia lucida
Perusia lucida là một loài bướm đêm trong họ Geometridae.